# Changfeng
Changfeng léase: Chang-Féng (en chino:长丰县, pinyin:Chángfēng Xiàn) es un condado rural bajo la administración directa de la Ciudad - Prefectura de Hefei, capital de provincia de Anhui, centro este de la República Popular China. Su área total es de 1922 km² y su población para 2010 es de 629 mil habitantes. 